# CCR7
CCR7 (C-C-рецептор хемокина 7, англ. C-C chemokine receptor type 7) — рецептор β-хемокинов млекопитающих класса интегральных мембранных белков. CCR7 является рецептором для двух лигандов: хемокинов CCL19 и CCL21. Продукт гена CCR7.

## Функции
Белок CCR7 входит в семейство рецепторов, сопряжённых с G-белком. Он был первоначально идентифицирован как ген, индуцируемый вирусом Эпштейна — Барр и считался медиатором эффекта вируса на B-лимфоциты. CCR7 экспрессирован на клетках различных лимфоидных тканей и активирует B- и T-лимфоциты. Рецептор контролирует миграцию Т-клеток памяти во вторичные лимфоидные органы, такие как лимфатические узлы, а также стимулирует созревание дендритных клеток.

## Клиническое значение
CCR7 представлен на различных раковых клетках, таких как немелкоклеточный рак лёгкого, рак желудка и рак пищевода. Экспрессия CCR7 на раковых клетках связана с их метастазировением в лимфатические узлы.